# 扎比内·雅恩
扎比内·雅恩（德語：Sabine Jahn，1953年6月27日—），德国女子赛艇运动员。她曾代表东德参加1976年夏季奥林匹克运动会赛艇比赛，联同彼得拉·伯斯勒获得女子双人双桨银牌。